# Joos van Barneveld
Joos van Barneveld (Veghel, 18 januari 1982) is een Nederlands graffitikunstenaar werkend onder de namen DOES of Digital DOES en voormalig profvoetballer die als middenvelder speelde.

## Voetballoopbaan
Van Barneveld begon bij Quick '08 en speelde in de jeugd bij Fortuna Sittard. Hij werd gezien als een groot talent, maar door veel blessureleed is zijn carrière voortijdig gestopt. In het voorjaar van 2007 maakte Fortuna Sittard bekend niet met hem door te willen gaan. Van Barneveld eiste daarop een half miljoen van Fortuna, een bedrag dat de club hem beloofd had toen deze in financiële nood verkeerde en de speler noodgedwongen een groot gedeelte van zijn salaris moest inleveren. Van Barneveld kreeg uiteindelijk bij de rechtbank zijn gelijk en verkaste naar FC Eindhoven. In 2009 beëindigde hij zijn loopbaan.
Hij was Nederlands jeugdinternational en nam onder meer deel aan het Europees kampioenschap voetbal onder 18 - 2000.

## Clubstatistieken
| Seizoen | Club            | Competitie     | Duels | Goals |
| ------- | --------------- | -------------- | ----- | ----- |
| 1999/00 | Fortuna Sittard | Eredivisie     | 5     | 0     |
| 2000/01 | Fortuna Sittard | Eredivisie     | 26    | 1     |
| 2001/02 | Fortuna Sittard | Eredivisie     | 1     | 0     |
| 2002/03 | Fortuna Sittard | Eerste divisie | 22    | 5     |
| 2003/04 | Fortuna Sittard | Eerste divisie | 30    | 9     |
| 2004/05 | Fortuna Sittard | Eerste divisie | 25    | 1     |
| 2005/06 | Fortuna Sittard | Eerste divisie | 31    | 1     |
| 2006/07 | Fortuna Sittard | Eerste divisie | 6     | 0     |
| 2007/08 | FC Eindhoven    | Eerste divisie | 7     | 1     |
| 2008/09 | FC Eindhoven    | Eerste divisie | 0     | 0     |
| Totaal  | Totaal          | Totaal         | 153   | 18    |

## Graffiti
Sinds zijn vijftiende is Van Barneveld actief met graffiti, ook tijdens zijn voetbalcarrière. Nadat hij in 2010 stopte met voetbal, legde hij zich hier geheel op toe en werkt onder het pseudoniem DOES. Hierin bouwde hij een internationale carrière op en zijn werk wordt geëxposeerd op diverse tentoonstellingen.